# Charlles Batista
Charlles Batista da Silva (Rio de Janeiro, 9 de junho de 1978), mais conhecido como Charlles Batista, é um Policial Rodoviário Federal e político brasileiro. Atualmente exerce o mandato de Deputado Estadual do Rio de Janeiro pelo Partido liberal.

## Biografia
Nas eleições de 2016, Charlles concorreu ao cargo de vereador de São João de Meriti pelo PL, assumindo o mandato posteriormente.
Nas eleições de 2018, concorreu ao cargo de Deputado Estadual ao lado do Presidente Jair Messias Bolsonaro pelo Partido Social Liberal, obtendo 21.774 votos e ficando como primeiro suplente.
Nas eleições municipais de 2020, concorreu pela primeira vez ao cargo de prefeito de São João de Meriti pelo Republicanos, teve apoio da família Bolsonaro, mas acabou perdendo com 28.043 votos.
Em 1 de dezembro de 2020, Charlles assumiu o cargo de Deputado Estadual após o Doutor Serginho assumir a Secretaria Estadual de Ciência e Tecnologia do Estado do Rio de Janeiro.